# (2687) Tortali
(2687) Tortali ist ein Asteroid des mittleren Hauptgürtels, der am 18. April 1982 vom britischen Studenten Martin Watt an der Anderson Mesa Station des Lowell-Observatoriums in Arizona bei einer Helligkeit von 16,2 mag entdeckt wurde. Es war seine zweite von insgesamt vier Asteroidenentdeckungen, die alle innerhalb einer Woche stattfanden. Watt absolvierte zu der Zeit ein sechsmonatiges Praktikum als studentische Hilfskraft bei Edward L. G. Bowell und Brian A. Skiff und arbeitete an Asteroiden-, Computer- und Photometrieprogrammen. Nachträglich konnte der Asteroid bereits auf Aufnahmen nachgewiesen werden, die am 3. Oktober 1927 an der Königlichen Sternwarte von Belgien in Uccle/Ukkel sowie 1931, 1934, 1942, 1954, 1959, 1963, 1970 und 1977 an verschiedenen Observatorien in den Vereinigten Staaten, Südafrika, Finnland, Deutschland und der Sowjetunion gemacht worden waren.
Der Asteroid wurde benannt nach dem Geist des Tages und der Sonne in der Mythologie der Melanesier der Neuen Hebriden, die keine Götter anerkennen. Er war der Rivale von Ul, dem Geist der Nacht und des Mondes. Die Benennung erfolgte durch das Minor Planet Names Committee nach einem Vorschlag des US-amerikanischen Astronomen Frederick Pilcher.

## Wissenschaftliche Auswertung
Aus Ergebnissen der IRAS Minor Planet Survey (IMPS) wurden 1992 Angaben zu Durchmesser und Albedo für zahlreiche Asteroiden abgeleitet, darunter auch (2687) Tortali, für den damals Werte von 12,0 km bzw. 0,22 erhalten wurden. Eine Auswertung von Beobachtungen durch das Projekt NEOWISE im nahen Infrarot führte 2011 für den Asteroiden zu vorläufigen Werten für den Durchmesser und die Albedo im sichtbaren Bereich von 8,4 km bzw. 0,28. Nach neuen Messungen mit NEOWISE wurden die Werte 2014 auf 13,1 oder 14,2 km bzw. 0,18 oder 0,17 geändert.
Photometrische Messungen von (2687) Tortali fanden statt vom 5. September bis 9. Oktober 1983 am McDonald-Observatorium in Texas. Aus der während drei Nächten gemessenen Lichtkurve konnte eine Rotationsperiode von etwas über 20 Stunden abgeleitet werden. Am wahrscheinlichsten wurde dafür ein Wert von 21,75 h angenommen.
Aus archivierten Daten des Asteroid Terrestrial-impact Last Alert System (ATLAS) aus dem Zeitraum 2015 bis 2018 konnte in einer Untersuchung von 2022 mit der Methode der konvexen Inversion eine Rotationsperiode von 19,639 h bestimmt werden.